# صائد الأحياء (فلم)
صائد الأحياء (بالإنجليزية: Taking Lives) هو فيلم إثارة تم إنتاجه في الولايات المتحدة سنة 2004 . الفيلم من إخراج د. ج. كاروسو وكتابة مايكل باي ، وهذا الفيلم من بطولة أنجلينا جولي وإيثان هوك وأوليفر مارتينيز وكيفر سثرلاند.

## الممثلون والشخصيات
- أنجلينا جولي (بدور: الينا سكوت)
- إيثان هوك (بدور: كوستا)
- أوليفر مارتينيز (بدور: باكوت)
- كيفر سثرلاند (بدور: هارت)

## الميزانية والإيرادات
بلغت تكلفة إنتاج الفيلم حوالي 45 مليون دولار بينما حقق أرباحا تقدر بـ 65,470,529 دولار.

## وصلات خارجية
- مقالات تستعمل روابط فنية بلا صلة مع ويكي بيانات

1. ↑  "معلومات عن صائد الأحياء (فيلم) على موقع dfi.dk". dfi.dk. مؤرشف من الأصل في 2019-12-09.
2. ↑  "معلومات عن صائد الأحياء (فيلم) على موقع allocine.fr". allocine.fr. مؤرشف من الأصل في 2019-05-16.
3. ↑  "معلومات عن صائد الأحياء (فيلم) على موقع movie.daum.net". movie.daum.net. مؤرشف من الأصل في 2019-12-09.